# Slava Rusă, Tulcea
Slava Rusă (în rusă Русская Слава, transliterat: Russkaia Slava, în trecut Kazîl-Sar) este un sat în comuna Slava Cercheză din județul Tulcea, Dobrogea, România. Se află în partea central-sudică a județului,  în Podișul Babadagului.
Satul acoperă parțial una dintre cele mai mari aglomerări urbane romane din Dobrogea (Sciția Mică), Libida (sau Ibida), de 24 ha (secolele II-VI d.C.). Se mai văd porțiuni din zidul de incintă, cu turnuri, poartă ș.a.

## Personalități
- Leontie Izot (n. 1966), episcop român